# Ситник стиснутий
Ситник стиснутий (Juncus compressus) — вид трав'янистих рослин з родини ситникових (Juncaceae), поширений у Європі й Азії.

## Опис
Багаторічна трав'яниста рослина 10–30 см заввишки. Стебла сплюснуті, в основі оточені світло-бурими листоносними піхвами. Суцвіття зонтикоподібне, досить нещільне. Листочки оцвітини по краях широко перетинчасті, червонуваті або бурі, на спинці зелені. Коробочка помітно перевищує оцвітину, округло-3-гранна, майже куляста.

## Поширення
Поширений у Європі й Азії; натуралізований в Канаді й США.
В Україні вид зростає на луках, болотах, берегах водойм — на всій території.

## Галерея

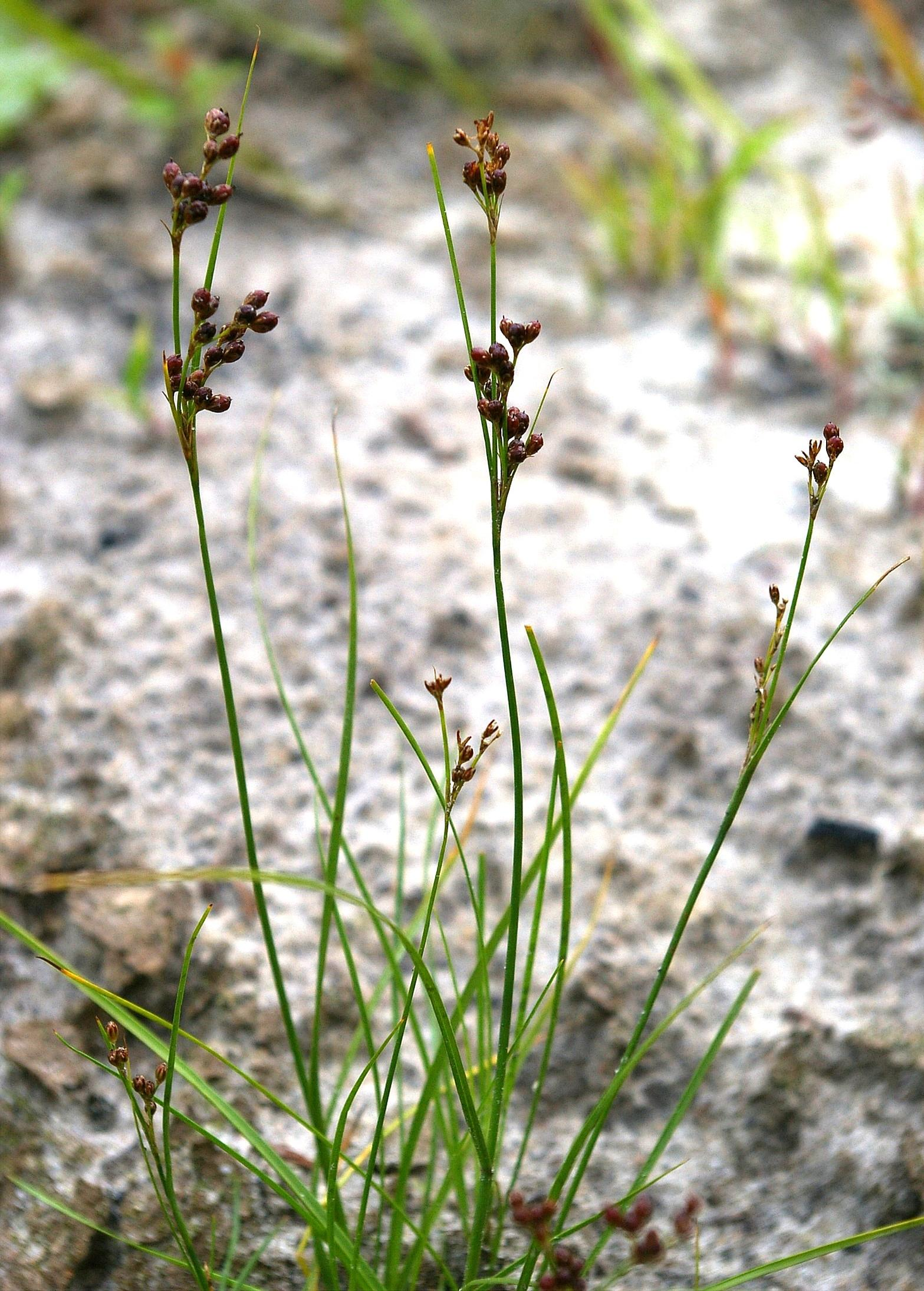
рослина
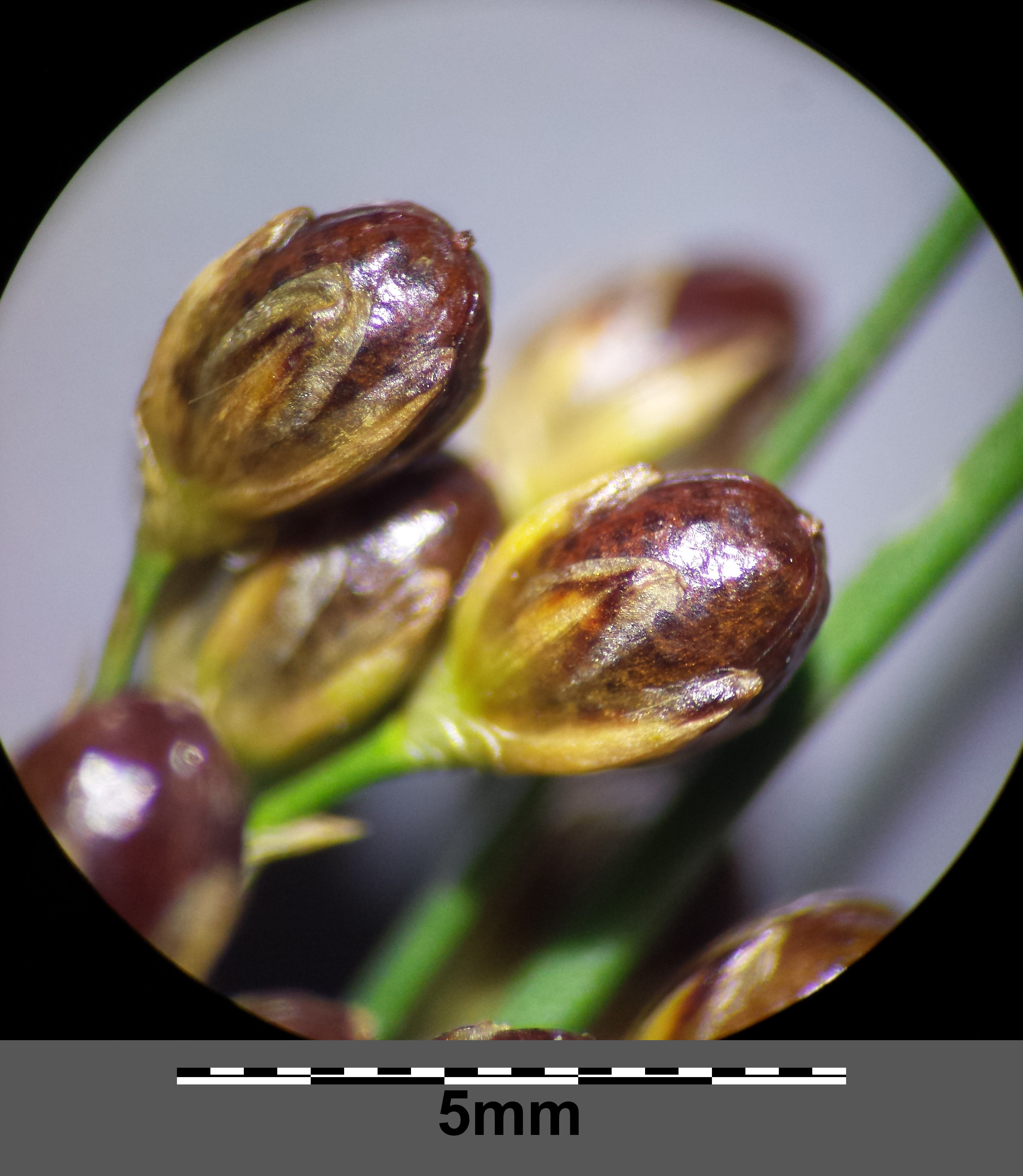
плоди
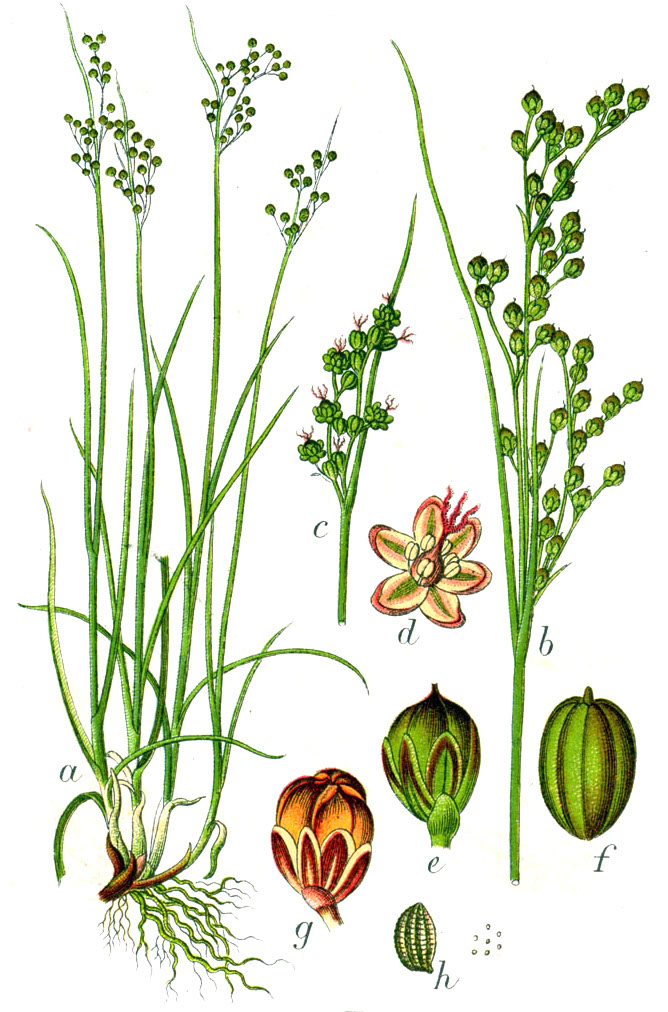
ілюстрація